# معبر الشيخ راشد بن سعيد
معبر الشيخ راشد بن سعيد والمعروف أيضًا بالمعبر السادس هو جسر مقوس في دبي، الإمارات العربية المتحدة، بدأ العمل فيه عام 2008. في حال اكتماله، سيصبح أطول جسر مقوس في العالم، حيث يبلغ طوله الرئيسي 667 متر (2,188 قدم). سيكون الطول الإجمالي للجسر 1.6 كيلومتر (0.99 ميل). ويبلغ عرضه 64 متر (210 قدم) وارتفاعه 15 متر (49 قدم) فوق الماء. صمم الجسر من قبل شركة فكسفول للهندسة المعمارية، بتكلفة 2.5 مليار درهم إماراتي. وسيكون جزءًا من مشروع طرق بقيمة 3 مليارات درهم بالقرب من منطقة البحيرات. اكتمل الجسر بنسبة 75% اعتبارًا من أغسطس 2022.
وعند اكتماله سيربط الجسر بين منطقتي الجداف وبر دبي. وسيحتوي على ستة مسارات مرورية في كل اتجاه وسيكون قادرًا على نقل 20 ألف مركبة في الساعة. وفي الوسط يوجد مسار للخط الأخضر المخصص لمترو دبي. في ديسمبر 2022، افتتحت هيئة الطرق والمواصلات المرحلة الأولى من مشروع تحسين محور الشيخ راشد بن سعيد في دبي.